# Personalità ambientale
La personalità giuridica ambientale  è un concetto giuridico che attribuisce ad alcune entità ambientali lo status di persona giuridica, garantendo contestualmente a tali entità i diritti, le tutele, i privilegi, e la responsabilità giuridica derivanti da quest'ultima, equiparandola ad una persona giuridica in senso proprio. 
In tal senso, poiché infatti le entità ambientali, come i fiumi e le piante, non possono rappresentarsi autonomamente in tribunale, un "tutore" può agire per conto dell'entità per proteggerla.
Il concetto di personalità ambientale è emerso dall'evoluzione del perseguimento giuridico della protezione della natura. Nel corso del tempo, l’attenzione si è spostata invero dallo sfruttamento della natura per interessi umani, alla protezione della natura per le future generazioni umane, a concezioni che consentono di proteggere l'esistenza della natura come valore intrinseco. Questo concetto può essere utile per meglio capire le relazioni di alcuni popoli indigeni con entità naturali come fiumi. La personalità ambientale, che assegna alla natura (nella sua interezza e riguardo componenti individuali) determinati diritti, fornisce a gruppi come i suddetti popoli indigeni o individui un mezzo per soddisfare i propri diritti umani.

## Contesto
Il professore statunitense Christopher D. Stone discusse per la prima volta l'idea di attribuire la personalità giuridica agli oggetti naturali negli anni settanta, nel suo articolo "Should trees have standing? Towards legal rights for natural objects" ("Gli alberi dovrebbero avere uno stato legale? Verso i diritti per le entità naturali").  Un soggetto con potestà giuridica non può essere posseduto da altri; pertanto un ente ambientale dotato di personalità giuridica diventerebbe immune da possesso esterno. La legittimazione processuale è direttamente correlata alla personalità giuridica. Gli enti dotati di capacità ad agire hanno anche il diritto e la capacità comparire in tribunale. Tuttavia, data l'impossibilità di un ente ambientale di agire o apparire autonomamente in tribunale, l'idea prevede il trasferimento della potestà ad un tutore legale che lo rappresenterebbe. Questa rappresentanza potrebbe contribuire alla protezione di quegli aspetti dell’ambiente naturale con significato culturale o delle aree vulnerabili allo sfruttamento e all’inquinamento.
Sebbene a livello globale esistano poche leggi per attribuire ad enti ambientali una personalità giuridica, ne esistono istanze isolate. Ad esempio, l’idea è stata sostenuta da un giudice della Corte Suprema degli Stati Uniti. Nella decisione del caso della Corte Suprema degli Stati Uniti del 1972 Sierra Club v. Morton, il giudice William Douglas sostenne che alcuni "elementi ambientali" dovrebbero avere locus standi e che le persone con una relazione significativa con quell'elemento ambientale dovrebbero essere in grado di agire in suo nome per la sua protezione. A giugno 2021, almeno 53 iniziative in 12 paesi hanno utilizzato il concetto di “persona” per entità ambientali nei loro testi giuridici.
Il Sierra Club, un gruppo a difesa dell'ambiente, intentò questa causa contro l'allora ministro degli Interni degli Stati Uniti, Roger CB Morton affermando che il governo federale, secondo l'Administrative Procedure Act, non poteva concedere permessi per progetti quali un’autostrada, linee elettriche e una stazione sciistica Mineral King Valley, parte della Sequoia National Forest.  Il Sierra Club mirava a proteggere questa terreno non sviluppato all'interno della foresta nazionale, seguendo una dichiarazione della Corte d'Appello degli Stati Uniti per il Nono Circuito secondo la quale i membri del Sierra Club non sarebbero state vittime dirette dei progetti e mancavano quindi il diritto di intentare causa secondo l'Amministrative Procedure Act. Anche la Corte Suprema convenne che il Sierra Club non poteva intentare causa ai sensi della legge sulla procedura amministrativa, poiché non poteva dimostrare che le azioni dell'imputato avessero causato o avrebbero causato danni ai suoi membri. Questa sentenza ha portato il giudice della Corte Suprema William Douglas a scrivere la sua opinione dissenziente, sostenendo che le persone dovrebbero essere autorizzate a fare causa per conto di esseri non viventi scrivendo: "quelli che hanno una relazione intima tale con l'oggetto inanimato che sta per essere ferito, inquinato o altrimenti depredato sono i suoi legittimi portavoce."

## Esempi esteri dei diritti della natura

### Nuova Zelanda
Nel 2014, il Parco Nazionale Te Urewera è stato dichiarato un'entità ambientale legale. L'area compresa in Te Urewera cessò quindi di essere un parco nazionale di proprietà del governo e fu trasformata in terra libera, di proprietà propria ed inalienabile.
Seguendo questo passo, nel 2017 il fiume Whanganui è stato dichiarato persona giuridica Questa nuova entità legale è da allora denominata Te Awa Tupua ed è riconosciuta come "un'entità indivisibile e viva dalle montagne al mare, che incorpora il fiume Whanganui e tutti i suoi elementi fisici e metafisici". Il fiume è rappresentato da due guardiani, uno scelto dalle popolazioni indigene della Nuova Zelanda (Whanganui iwi) e l'altro rappresentante la Corona.
Sempre nel 2017, il governo della Nuova Zelanda ha firmato un accordo che garantisce personalità giuridica al Monte Taranaki e promette un cambio di nome per il Parco Nazionale Egmont, che circonda la montagna.

### India
I fiumi Gange e Yamuna sono stati attribuiti personalità giuridica come tentativo per combattere l’inquinamento. I fiumi sono sacri alla cultura indù per i loro poteri curativi e per i pellegrinaggi con il proprio lavaggio e la dispersione delle ceneri dei morti. I fiumi sono inquinati da 1,5 miliardi di litri di liquami non trattati e da 500 milioni di litri di rifiuti industriali che vi entrano ogni giorno.
Nel marzo 2017, l’Alta Corte dello stato dell’Uttarakhand, nel nord dell’India, ha ordinato che al Gange e al suo principale affluente, lo Yamuna, venga assegnato lo status di persone giuridiche. I fiumi avrebbero guadagnato "tutti i diritti, i doveri e le responsabilità corrispondenti ad una persona vivente". Questa decisione ha fatto sì che inquinare o danneggiare i fiumi equivalga a ferire una persona. La corte ha citato l'esempio del fiume Whanganui della Nuova Zelanda.
Questo sviluppo della personalità ambientale è stato accolto con scetticismo poiché il semplice annuncio che il Gange e la Yamuna sono entità viventi non li salverà da un inquinamento significativo e continuo. C'è una necessità di cambiare l’atteggiamento culturale a lungo termine nei confronti del Gange, che attualmente vede il fiume come avente proprietà autodepuranti.
Secondo un'altra critica, la tutela dei fiumi è stata concessa solo all'Uttarakhand, una regione dell'India settentrionale che ospita una piccola parte dell'intera estensione dei fiumi. Il Gange scorre per 2.525 km attraverso Uttarakhand, Uttar Pradesh, Bihar, Jharkhand e Bengala Occidentale, con solo 96 km di tratto che attraversa l'Uttarakhand. Solo una piccola parte dei 1.376 km dell'affluente Yamuna attraversa l'Uttarakhand, che attraversa anche gli stati di Haryana, Himachal Pradesh, Delhi e Uttar Pradesh.
Nonostante lo scetticismo che circonda la decisione dell’Alta Corte dell’Uttarakhand, proclamare questi fiumi vulnerabili come entità giuridiche invoca un movimento di cambiamento verso la protezione dei diritti ambientali e culturali. Le decisioni possono essere utilizzate come base per futuri cambiamenti legislativi in materia ambientale.

### Stati Uniti
Nel 2006, il distretto di Tamaqua, in Pennsylvania, ha collaborato con un gruppo per i diritti della natura chiamato Community Environmental Legal Defense Fund (CELDF). Insieme, i distretto e gruppo hanno redatto una legislazione per proteggere la comunità e il suo ambiente dallo scarico di liquami tossici. Dal 2006, CELDF ha assistito oltre 30 comunità in dieci stati degli Stati Uniti per sviluppare leggi locali che codificano i diritti della natura. Il CELDF ha inoltre contribuito alla stesura della costituzione dell'Ecuador del 2008 a seguito di un referendum nazionale.
Nell'aprile 2013, il CELDF ha assistito i funzionari della contea di Mora, nel New Mexico, alla creazione di un'ordinanza per limitare la capacità delle imprese di estrarre gas e petrolio e concedeva diritti a ecosistemi naturali e corpi idrici che risiedevano nella contea. Questa ordinanza ha reso la contea di Mora il primo posto negli Stati Uniti a vietare la produzione di gas e petrolio, all'interno di una determinata area, con una dichiarazione ufficiale. Il 12 novembre 2013 è stata intentata una causa contro la contea di Mora, in cui si affermava che l'ordinanza della contea violava i diritti delle imprese, in particolare il primo, il quinto e il quattordicesimo emendamento. Nel gennaio 2015, l'ordinanza della contea di Mora è stata annullata dal giudice distrettuale statunitense James O. Browning poiché riteneva che l'ordinanza violasse i diritti del primo emendamento delle imprese.
Nell'estate del 2019, la tribù Yurok nel nord della California ha conferito al fiume Klamath lo status di persona.

### Ecuador
I diritti della natura “ad esistere, persistere, mantenere e rigenerare i suoi cicli vitali” sono stati proclamati dalla costituzione dell’Ecuador del 2008. Ciò è avvenuto dopo un referendum nazionale che ha consentito alla costituzione di includere i diritti per la natura, una novità mondiale. Come risultato, ogni persona e comunità hanno ottenuto il diritto di difendere la natura. La Costituzione proclama che "lo Stato incentiva le persone fisiche e giuridiche e le comunità a proteggere la natura e a promuovere il rispetto di tutti gli elementi che compongono un ecosistema."
Il primo caso di successo dell’attuazione dei diritti della natura ai sensi della legge costituzionale dell’Ecuador è stato presentato davanti alla Corte provinciale di giustizia di Loja nel 2011. Questo caso coinvolgeva il fiume Vilcabamba come querelante con i propri diritti di “esistere” e “mantenersi”, mentre tentava di fermare la costruzione di un'autostrada governativa che avrebbe interferito con la salute naturale del fiume. Questo caso è stato portato in tribunale da due individui, Richard Frederick Wheeler ed Eleanor Geer Huddle, in qualità di tutori legali che agiscono a favore della natura, in particolare del fiume Vilcabamba. È stata concessa un'ingiunzione costituzionale a favore del fiume Vilcabamba e contro il governo provinciale di Loja. Il progetto fu interrotto e l'area avrebbe dovuto essere risanata.

### Bolivia
Il cambiamento costituzionale dell'Ecuador è stato seguito dalla Bolivia nel 2010, approvando la "Legge dei diritti della Madre Terra" (Ley de Derechos de la Madre Tierra). Questa legislazione attribuisce alla Madre Terra il carattere di "soggetto collettivo di interesse pubblico" con diritti inerenti specificati nella legge. La Legge dei Diritti della Madre Terra conferisce all'ambiente naturale aspetti di personalità giuridica. Diventa quindi possibile per individui e gruppi intraprendere azioni giudiziarie contro individui e gruppi in violazione dell'interesse pubblico ambientale. La legislazione afferma che "La Madre Terra è il sistema vivente dinamico costituito dalla comunità indivisibile di tutti i sistemi viventi, viventi, interconnessi, interdipendenti e complementari, che condividono un destino comune."

### Colombia
La Corte Costituzionale della Colombia ha stabilito nel novembre 2016 che il bacino del fiume Atrato possiede diritti alla "protezione, conservazione, manutenzione e ripristino". Questa sentenza fu il risultato del degrado del bacino fluviale dovuto all'attività mineraria, all'impatto sulla natura e al danno alle popolazioni indigene e alla loro cultura. La corte ha fatto riferimento alla dichiarazione neozelandese del fiume Whanganui come persona giuridica titolare di personalità ambientale. Il tribunale ha disposto che venisse esercitata la tutela congiunta nella rappresentanza del bacino del fiume Atrato. Analogamente alla dichiarazione della Nuova Zelanda, i rappresentanti sarebbero venuti dal governo nazionale e dalle popolazioni indigene che vivono nel bacino.

### Canada
Il Consiglio Innu di Ekanitshit e la contea di Minganie hanno concesso una serie di diritti al fiume Magpie nella regione della Côte-Nord del Quebec, incluso il diritto di intraprendere azioni legali. I rappresentanti possono essere nominati dal Comune regionale e dalla tribù Innu per agire in nome del fiume e agire legalmente per tutelare i suoi diritti definiti come: "diritto allo scorrere; diritto al rispetto dei suoi cicli; diritto all'evoluzione naturale da proteggere e preservare; il diritto di mantenere la propria biodiversità naturale; il diritto di adempiere alle proprie funzioni essenziali all’interno del proprio ecosistema; il diritto di mantenere la propria integrità; il diritto di essere al sicuro dall’inquinamento; il diritto di rigenerarsi ed essere ripristinato; e infine, il diritto di intentare causa." Ciò è in linea con la convinzione che il fiume sia un’entità vivente indipendente, separata dall’attività umana.

## Argomenti a favore e contro
Il concetto di personalità legale per l'ambiente è discutibile, anche tra ambientalisti. Ci sono sostenitori di un sistema in cui un quadro giuridico riconosca i diritti della natura, ma con metodi alternativi alla soggettività giuridica. I sostenitori della personalità ambientale sostengono che sia importante il poter fare causa a nome dell’ambiente, perché consentirebbe una protezione ambientale che non si basi sul danno arrecato direttamente agli esseri umani. La personalità ambientale onorerebbe anche le relazioni significative dei popoli indigeni con il loro ambiente.
Ciononostante, ci sono argomenti contro il concetto di personalità ambientale. Una preoccupazione è che lo status di personalità giuridica implica il diritto non solo di citare in giudizio ma anche di essere citati in giudizio. Ad esempio, un fiume potrebbe quindi essere ritenuto responsabile dei danni provocati da una piena, o i guardiani di quel fiume potrebbero essere richiesti di risarcire i danni causati dalle calamità naturali. Lindsey Schromen-Wawrin, avvocatessa del Community Environmental Defense Fund, scrive che questa preoccupazione è potrebbe far deragliare la capacità dei diritti della natura di controllare le attività distruttive e potrebbe invece portare all'uso dei fondi fiduciari pensati per ripristinare e mantenere l’habitat, ad esempio nel caso di un'alluvione, per pagare danni.
Un’altra preoccupazione è che, anche avendo il diritto legale di fare causa per conto di un’entità naturale, le azioni legali rimangono costose. Ci sono problemi di giustizia ambientale se i costi per esercitare il diritto lo rendono inaccessibile. Altri problemi sorgono quando le entità ambientali esistono oltre i limiti della giurisdizione che ha deciso sulla personalità ambientale, come nel caso di un fiume che deteneva diritti come persona giuridica nell’Uttarakhand, in India. Secondo quanto riferito dalla National Public Radio, ci sono anche casi in cui i diritti delle entità ambientali possono essere in contrasto con i diritti degli esseri umani: "Molte delle leggi [sulla tutela della persona ambientale] hanno incontrato resistenza da parte dell'industria, degli agricoltori e dei delle comunità fluviali, i quali sostengono che dare alla natura personalità giuridica violerebbe i loro diritti e mezzi di sussistenza."

## Importanza per i diritti umani culturali
Il riconoscimento del fiume Whanganui come entità legale in Nuova Zelanda (Te Awa Tupua) comprendeva un vivido senso di "connessione (culturale) inalienabile" con le popolazioni locali del fiume. La cultura Maori considera le entità naturali come il fiume Whanganui come antenati e queste popolazioni intrattengono profondi legami con loro come entità viventi. Questa connessione inalienabile della cultura indigena al loro ambiente naturale è evidente in altre parti del mondo come la Colombia, dove una simile dichiarazione di personalità ambientale è stata fatta per il bacino del fiume Atrato.